# Fernie (British Columbia)
|                       | Jan   | Feb   | Mär  | Apr  | Mai  | Jun  | Jul  | Aug  | Sep  | Okt  | Nov   | Dez   |   |         |
| Mittl. Tagesmax. (°C) | −2,1  | 1,4   | 6    | 11,6 | 16,6 | 20,5 | 24,5 | 24,5 | 18,8 | 11,6 | 2,5   | −1,8  | ⌀ | 11,2    |
| Mittl. Tagesmin. (°C) | −11,4 | −8,9  | −5,1 | −1,4 | 2,5  | 6,2  | 8    | 7,3  | 3,2  | −0,8 | −5,3  | −10,1 | ⌀ | −1,3    |
|                       |       |       |      |      |      |      |      |      |      |      |       |       |   |         |
| Niederschlag (mm)     | 137,1 | 103,1 | 91,5 | 78,6 | 93,2 | 98,7 | 73,5 | 59,1 | 72,4 | 101  | 161,3 | 147,9 | Σ | 1.217,4 |

| −11,4 |

| −8,9 |

| −5,1 |

| −1,4 |

| 2,5 |

| 6,2 |

| 8 |

| 7,3 |

| 3,2 |

| −0,8 |

| −5,3 |

| −10,1 |

| −11,4 |

| −8,9 |

| −5,1 |

| −1,4 |

| 2,5 |

| 6,2 |

| 8 |

| 7,3 |

| 3,2 |

| −0,8 |

| −5,3 |

| −10,1 |

Fernie ist eine Kleinstadt im südöstlichen British Columbia, Kanada. Die Stadt liegt etwa 97 Kilometer östlich von Cranbrook und gehört zum Regional District of East Kootenay. Fernie ist die größte Stadt zwischen Cranbrook und der Grenze zu Alberta. Gleichzeitig ist es auch eine der ältesten Ansiedlungen der Region.
Die Kleinstadt liegt am Elk River und ist umgeben von hohen Bergen. In den Elk River münden bei Fernie der Coal Creek von links sowie der Lizard Creek von rechts. Westlich der Gemeinde liegt, am Rande des Mount Fernie Provincial Park, der 2.390 Meter (7.841 Fuß) hohe Mount Fernie und nördlich die 2.788 Meter (9.147 Fuß) hohe Berggruppe Three Sisters. Da auch auf der gegenüberliegenden Talseite hohe Berge stehen, ist Fernie vollständig von den Bergen der Southern Continental Ranges, einer Teilkette der kanadischen Rocky Mountains, umgeben.

## Geschichte
Ursprünglich wurde das Land von den First Nation besiedelt. In der Gegend um das heutige Fernie lebten und leben die Kutenai. In deren Sprache heißt die heutige Kleinstadt ¢aqawuʔkǂuʔnam. Dies bedeutet so viel wie Stadt im engen Gelände.
Seinen heutigen Namen erhielt die Stadt im Rahmen der Entdeckung und Besiedlung durch Europäer Ende des 19. Jahrhunderts. Die Region blieb bis zur Erforschung des Crowsnest Pass im Jahr 1873 durch Michael Phillips, von der Hudson’s Bay Company, relativ unberührt. Dies änderte sich jedoch mit der Entdeckung von Kohle in der Gegend. Die Entdeckung der Kohle brachte auch William Fernie, den späteren Namenspatron und Hauptperson einer lokalen Erzählung, ins Elk River Valley. Bereits im Jahr 1897 begann der Kohleabbau in der Region und im Jahr 1898 erreichte die Canadian Pacific Railway die Ansiedlung. Und am 1. August 1989 öffnete in Fernie auch ein Postamt.
Die Entwicklung der Stadt erhielt jedoch 1904 und 1908 einen erheblichen Rückschlag, als bei zwei Großfeuern sehr viele der Gebäude niederbrannten. Das Feuer 1908 überstanden lediglich 35 Häuser. Der Aufbau der Stadt erfolgte dann auch nicht mehr aus Holz, sondern viele der Gebäude wurden nun aus Ziegeln errichtet.
Im Laufe der folgenden Jahre sollte die Bevölkerung auf etwa 6.000 Einwohner ansteigen, bevor dann die Depression in den 1930er Jahren die Kohleförderung nahezu zum Erliegen brachte. Nur mit erheblicher staatlicher Unterstützung konnte eine vollständige Schließung der Kohleminen verhindert werden. Die Kohleförderung erholte sich dann zwar wieder, unter anderem wegen der steigenden Stahlproduktion im Zweiten Weltkrieg, war jedoch trotzdem lange auf Subventionen angewiesen.

## Demographie
Die Zensus im Jahr 2021 ergab für die Stadt eine Bevölkerung von 6320 Einwohnern, nachdem der Zensus im Jahr 2016 für die Gemeinde noch eine Bevölkerung von nur 5396 Einwohnern ergeben hatte. Die Bevölkerung hat damit im Vergleich zum letzten Zensus im Jahr 2016 deutlich stärker als der Trend in der Provinz um 17,1 % zugenommen, während der Provinzdurchschnitt bei einer Bevölkerungszunahme von 7,6 % lag. Auch im letzten Zensuszeitraum von 2011 bis 2016 hatte die Bevölkerung überdurchschnittlich um 18,0 % zugenommen, bei einer durchschnittlichen Bevölkerungszunahme von 5,6 % in der Provinz. Der Zensus im Jahr 2011 ergab für die Kleinstadt eine Bevölkerung von 4448 Einwohnern und damit einen Bevölkerungszuwachs von 13,4 % zum Jahr 2006, während die Bevölkerung in der gesamten Provinz British Columbia gleichzeitig um 7,0 % anwuchs.
Im Rahmen des „Census 2016“ wurde für die Gemeinde ein Medianalter von 38,0 Jahren ermittelt. Das Medianalter der Provinz lag 2016 bei 43,0 Jahren. Das örtliche Durchschnittsalter lag bei 39,2 Jahren, bzw. bei 42,3 Jahren in der Provinz. Beim „Census 2011“ wurde für die Gemeinde noch ein Medianalter von 39,9 Jahren ermittelt und für die Provinz von 41,9 Jahren.

## Bildung
Fernie gehört zu School District #5 - Southeast Kootenay. In der Kleinstadt finden sich verschiedene Schulen; eine elementary school, eine secondary school und eine Außenstelle des College of the Rockies.

## Politik
Die Zuerkennung der kommunalen Selbstverwaltung für die Stadt erfolgte am 28. Juli 1904 (incorporated als Town). Der Status einer (City) wurde Fernie am 12. Dezember 1939 verliehen.
Bürgermeisterin der Gemeinde ist Ange Qualizza. Zusammen mit sechs weiteren Bürgern bildet sie den Rat der Kleinstadt (council).

## Wirtschaft
Einer der wichtigsten Wirtschaftszweige in Fernie ist immer noch die Gewinnung von Bodenschätzen (Kohlebergbau). Hier und in den entsprechenden dazugehörenden Wirtschaftszweigen wie der Instandsetzung, findet auch ein großer Teil der Beschäftigten seine Arbeit. Ein weiterer großer Beschäftigungsbereich ist das Beherbergungs- und Verpflegungsgewerbe.
Das Durchschnittseinkommen der Beschäftigten von Fernie lag im Jahr 2005 bei 25.560 C $, während es zur selben Zeit im Durchschnitt der gesamten Provinz British Columbia nur 24.867 C $ betrug. Der Einkommensunterschied zwischen Männern (38,859 C $) und Frauen (16,148 C $) ist in Fernie relativ groß, welcher sich auch durch die unterschiedliche Bezahlung in den jeweiligen Hauptbeschäftigungsbereichen (Männer = Minnig und Instandsetzung; Frauen = Beherbergungs- und Verpflegunggewerbe) erklärt.

## Verkehr
In Ost-West-Richtung verläuft der Crowsnest Highway (Highway 3) durch das Stadtgebiet und teilt die Kleinstadt in zwei Teile. Ebenfalls in Ost-West-Richtung passiert am südwestlichen Stadtrand eine Eisenbahnstrecke der Canadian Pacific Railway Fernie. Diese Strecke ist für die Kohletransporte zur Westküste, hauptsächlich zum Roberts Bank Superport sehr wichtig.
Die Stadt hat keinen eigenen Flughafen, sondern ist nur über die Flughäfen der umliegenden Gemeinden zu erreichen.
Öffentlicher Personennahverkehr wird örtlich und mit einer regionalen Verbindung über Sparwood nach Elkford durch das „Elk Valley Transit System“ angeboten, welches von BC Transit in Kooperation betrieben wird.

## Sport
In Fernie fanden in der Saison 2003/2004 und Saison 2004/2005 Wettbewerbe des Freestyle-Skiing-Weltcup statt.